# Giampaolo Lomi
Giampaolo Lomi (Livorno, 4 febbraio 1930 – Foligno, 18 agosto 2021) è stato un regista italiano.

## Biografia
Nato a Livorno, nei primi anni cinquanta si trasferisce in Brasile dove si occupa di produzioni televisive e documentari. Esordisce nel cinema partecipando come aiuto operatore a una spedizione scientifica in Amazzonia, nel 1956, mentre a teatro, negli stessi anni, è assistente di Adolfo Celi. Nel 1960 collabora all'organizzazione del film Copacabana Palace di Steno (film prodotto da Franco Cristaldi) e dirige cortometraggi per la televisione brasiliana. Dal 1968 al 1970 lavora con Gualtiero Jacopetti e Franco Prosperi nella pellicola Addio zio Tom, in qualità di organizzatore generale. L'esperienza maturata gli consente di dirigere un piccolo nucleo di pellicole cui seguono le riprese europee del film Ultime grida della savana (1975) di Antonio Climati e Mario Morra e un documentario sulla figura controversa del vescovo Marcel Lefebvre.
Dopo alcuni anni trascorsi in Italia, sul finire degli anni settanta si trasferisce nelle Filippine dove, su mandato del governo, fonda e dirige fino al 1986 l'International Film Festival di Manila.

## Filmografia
- Al tropico del cancro (1972)
- I baroni (1975)